# Marquesado de Tiedra

Escudo de Tiedra, en la provincia de Valladolid.

El marquesado de Tiedra es un título nobiliario español creado por el rey Alfonso XIII en favor de Ángel Alonso Herrera, fundador de la Sociedad Castellana de Beneficencia de La Habana, el 16 de junio de 1924 por real decreto y el 10 de octubre del mismo año por real despacho.
Su denominación hace referencia a la localidad española de Tiedra, en la provincia de Valladolid.

## Marqueses de Tiedra
|                           | Titular                   | Periodo                   |
| Creación por Alfonso XIII | Creación por Alfonso XIII | Creación por Alfonso XIII |
| ------------------------- | ------------------------- | ------------------------- |
| I                         | Ángel Alonso y Herrera    | 1924-1955                 |
| Título caducado           |                           |                           |

## Historia de los marqueses de Tiedra
- Ángel Alonso y Herrera (La Habana, 9 de febrero de 1877 - 13 de enero de 1955), I marqués de Tiedra, Gran Cruz de Isabel la Católica.[1]

Se casó con Lecticia de Arriba y Álvarez el 9 de abril de 1914.
Este título ha caducado, por lo que, con la actual legislación española, no puede solicitarse la sucesión ni la rehabilitación, constituyendo un simple título histórico.